# 金美莱
金美莱（朝鲜语： Kim Mirae，2001年4月7日—），朝鲜女子跳水运动员，2017年世界游泳锦标赛女子双人10米跳台银牌得主和混合双人10米跳台铜牌得主、2018年亚洲运动会以及2024年夏季奧運會女子双人10米跳台银牌得主。此外還獲得2024年夏季奧運會女子單人10米跳台銅牌。